# サウェリン・アプ・グリフィズ
サウェリン・アプ・グリフィズ（Llywelyn ap Gruffydd、1228年頃 - 1282年12月11日、"グリフィズの息子サウェリン"）は、イングランド王エドワード1世による征服以前におけるウェールズ独立時代最後の公である。英語風にルウェリンとカナ表記することもある。英語ではルウェリン・ザ・ラスト（Llywelyn the Last）、ウェールズ語ではサウェリン・エイン・シウ・オラヴ（Llywelyn Ein Llyw Olaf）（いずれも末代公サウェリンの意）というあだ名で呼ばれる。

## 生涯

### ウェールズ大公
グウィネズの公からウェールズ全体に覇権を伸ばした大サウェリンことサウェリン・アプ・ヨルウェルス（Llywelyn ap Iorwerth）の長子グリフィズ・アプ・サウェリン・アプ・ヨルウェルスの次男として生まれた。大サウェリンの死後、イングランドの干渉を受けながら一族の抗争が続いており、ロンドン塔に幽閉されていた父グリフィズが脱出を図って転落死した後、軍事的才能にすぐれていたサウェリンは叔父や兄弟との抗争の中で勢力を拡大し、1258年にウェールズ諸侯の第一人者を意味する「ウェールズ大公」の称号を名乗った。

### バロン戦争と第2次バロン戦争
おりしもイングランドではヘンリー3世と諸侯の争い（バロン戦争）が続いており、その間隙を縫ってウェールズ辺境の諸侯領に侵攻し領土を拡大し、レスター伯シモン・ド・モンフォールと同盟を結んでイングランド王と対抗した。1265年にシモン・ド・モンフォールが政権を握ると有利な条件で講和し、ウェールズ大公（プリンス・オブ・ウェールズ）を承認された。
第2次バロン戦争（1264年 - 1267年）では、1265年8月4日のイーブシャムの戦いでシモン・ド・モンフォールが敗死した後もイングランドの動揺が続く中で、1267年にヘンリー3世からイングランドの宗主権を認める条件でウェールズ大公を認められた。
しかしサウェリンは、ウェールズ大公としてグウィネズ公の伝統的な支配地域である北部を支配するに飽き足らず、ウェールズを真に統一することを目指して領土の拡大をはかっていたので、南部の諸侯から激しい敵視を受けるようになった。また、イングランドが安定してくるとヘンリー3世およびその後継者エドワード1世や辺境諸侯たちも以前の失地の回復を試みるようになり対立関係が続いた。

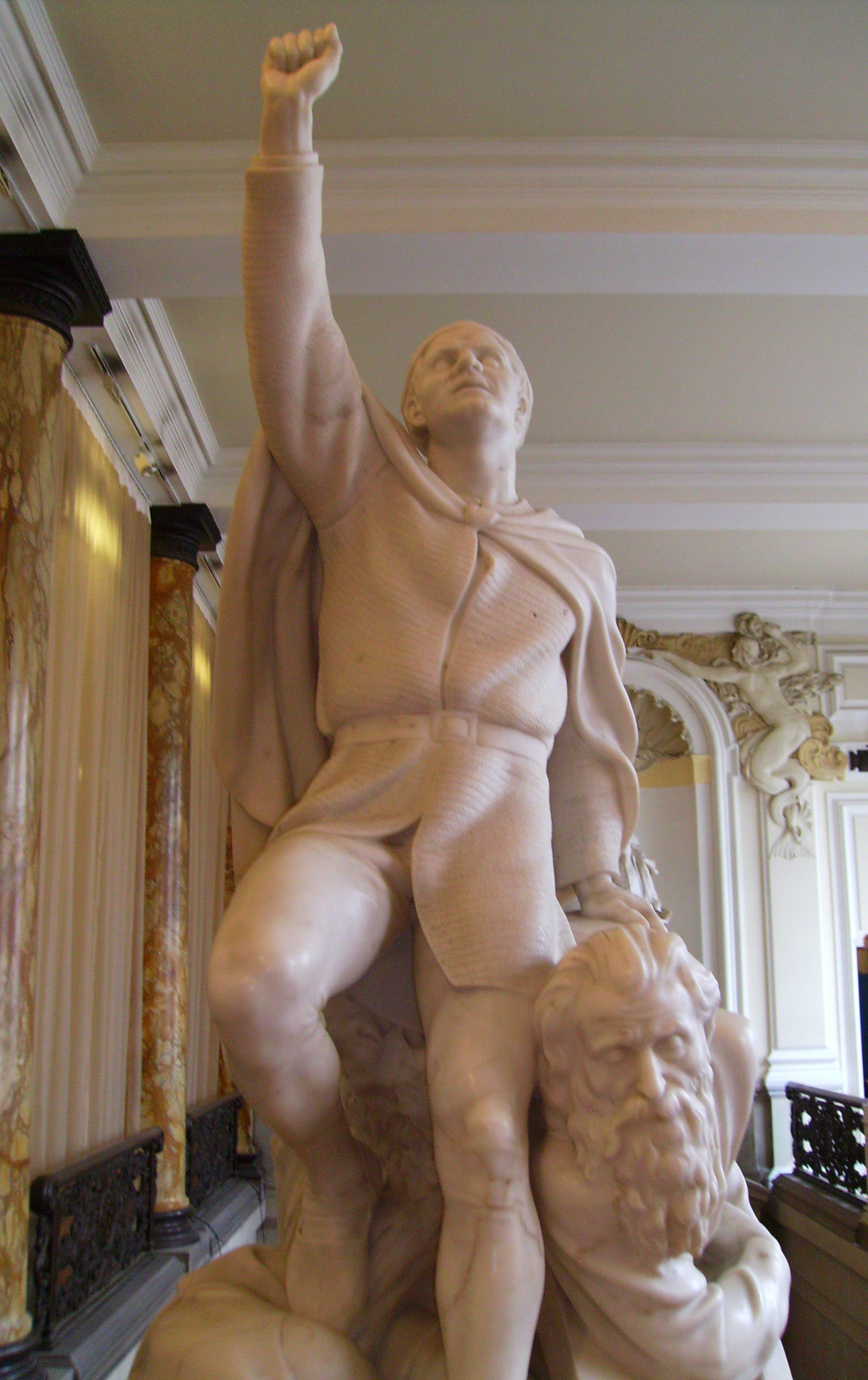
サウェリン・アプ・グリフィズ

### 没落
1275年、サウェリンはフランスに逃れていたシモン・ド・モンフォールの娘、エリナとの結婚を決め、エリナらモンフォールの遺族をウェールズに迎え入れようとした。エドワード1世はイングランド王に無断で行われたこの婚約を不服とし、フランスからウェールズに向かっていたエリナ一行の乗る船をイングランド沖で捕獲、解放と引き換えにサウェリンに臣従を迫った。
サウェリンが交渉を引き延ばすと、それを理由にエドワード1世はウェールズに侵攻した。サウェリンに反発していた南ウェールズの諸侯や弟のダヴィズ・アプ・グリフィズらも参加したため、戦いは一方的なものになり、交渉の末サウェリンは屈服し、本領のグウィネズの一部以外を全て放棄するという屈辱的な条件で講和した。しかし、完全に臣従することによりウェールズ大公を名乗り続けることを認められ、1278年になってエドワードの後見のもと、イングランド領内のウースターでようやくサウェリンはエリナと結婚することができた。エリナ公妃は相続人となる子を持っていなかったサウェリンのために1282年に娘をもうけたが、その直後に病死した。

### 滅亡
一方、ウェールズの法に代わってイングランドの法が適用されるようになり、イングランドの役人による厳しい支配が始まると、緩い支配に慣れていたウェールズ諸侯の不満は高まり、ダヴィズやウェールズ諸侯はサウェリンを担いでイングランドに対して反乱をおこした。妻を亡くし失意したサウェリンは反乱に同調することを決意し、準備不足でほとんど勝算がない状況からイングランドに対する全面戦争に踏み切った。サウェリンは自身の直接支配下にないウェールズ南部に赴いて味方を集めようとしたが、サウェリンに対して敵意をもっていた南部諸侯は反乱に容易に同調せず、サウェリンはイングランド軍の待ち伏せ攻撃を受けて戦死した。サウェリンの首は切断されてロンドンに運ばれてさらされ、その死によってウェールズの反イングランド抗争は指導者を失って沈静化していった。

## 死後
弟のダヴィズはウェールズの山岳地帯に逃れ、自らウェールズ大公を名乗って抵抗を続けたが、翌1283年にエドワード1世に欺かれて捕らえられ、家族とともに処刑された。残ったサウェリンの娘グウェンシアンはリンカンシャーの女子修道院に送られ、50年近くをここで過ごした。彼女は1337年に亡くなり、ウェールズ大公家は断絶した。